# Провокатор (гладиатор)
Провокатор (лат. provocator «соискатель») — вид древнеримского гладиатора.
Провокаторы упоминаются уже в позднереспубликанский период, со времён империи сохранились многочисленные надписи, упоминающие этот вид гладиатора.
Их изображали одетыми в набедренную повязку, пояс, длинную поножу на левой ноге (ocrea), манику на руке, в которой гладиатор держал меч (manica), и римско-кельтский шлем с козырьком, без полей и гребня.
Грудь провокатора защищала нагрудник (cardiophylax), которая сначала была прямоугольной, затем часто скруглённой. Вооружением провокаторов были гладиус и средний по размеру прямоугольный щит (scutum). Снаряжение провокатора весило 12—15 кг. Выставлялись на бои с самнитами или другими провокаторами и лишь одна надпись свидетельствует о бое с мурмиллоном.